# Cumberland (fiume)
Il Cumberland (Cumberland River in inglese) è un fiume degli Stati Uniti d'America che attraversa il Kentucky e il Tennessee per una lunghezza di 1.106 chilometri. Il Cumberland è affluente di sinistra del fiume Ohio, quindi sub-affluente del fiume Mississippi.

## Corso
Il fiume nasce nella contea di Letcher nel sud-est Kentucky sull'Altopiano del Cumberland. Scorre quindi nel sud-est del Kentucky prima di attraversare il confine con il Tennessee e ritornare poi nel Kentucky per sfociare nell'fiume Ohio vicino a Smithland.

## Nelle principali città attraversate
- Pineville
- Williamsburg
- Burkesville
- Nashville
- Ashland City
- Clarksville

## Storia
Il fiume ha avuto più nomi prima di quello attuale. Venne originariamente chiamato dai nativi americani Warioto, poi Shauvanon da commercianti francesi, e successivamente Shawnee o Shawonoe prima che l'esploratore Thomas Walker gli donasse il nome attuale in onore di Guglielmo Augusto di Hannover, duca di Cumberland.
Questo fiume era originariamente una via di comunicazione per i coloni per raggiungere il fiume Ohio e il fiume Mississippi e molte città vennero costruite lungo le sue rive nel XIX secolo. Diverse dighe e chiuse sono state poi costruite per facilitare la navigazione sul fiume. Numerose battaglie della guerra civile si svolsero lungo il Cumberland, tra cui la battaglia di Fort Donelson. Il fiume ha dato il suo nome all'Armata del Cumberland, un'armata dell'Unione durante la Guerra di secessione americana, e alle navi da guerra americane USS Cumberland.